# ميكسا بوندي
ميكسا بوندي (بالمجرية: Bondi Miksa)‏ (8 مايو 1918 – 11 أغسطس 1997) هو ملاكم مجري راحل، مثّل بلاده في الألعاب الأولمبية الصيفية 1948.

## روابط خارجية
ميكسا بوندي على موقع أوليمبيديا (الإنجليزية)